# Chris Christie
Christopher James „Chris” Christie (ur. 6 września 1962 w Newark) – amerykański prawnik i polityk związany z Partią Republikańską, gubernator New Jersey w latach 2010–2018, prokurator generalny New Jersey w latach 2002–2008.

## Wczesne życie i edukacja
Urodził się 6 września 1962 roku w Newark w stanie New Jersey, w rodzinie wywodzącej się z klasy średniej. Dorastał w Livingston. Jego ojcem był księgowy Wilbur „Bill” Christie, a matką Sondra Christie (zm. w 2004 roku na raka krtanii). Wychowywał się jako katolik.
Angażował się w politykę i działalność Partii Republikańskiej od najmłodszych lat. W 1977 roku zgłosił się jako wolontariusz na rzecz kampanii wyborczej Thomasa Keana, który kandydował na gubernatora New Jersey.
W 1984 roku ukończył studia na Uniwersytecie w Delaware, uzyskując stopień Bachelor of Arts, a w 1987 roku skończył szkołę prawniczą Seton Hall University School of Law, uzyskując stopień Juris Doctor.

## Kariera prawnicza i lobbing

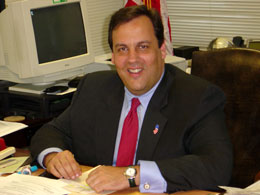
Jako prokurator generalny New Jersey w 2004

W 1987 roku został zatrudniony w firmie prawniczej Dughi and Hewit, później przemianowanej na Dughi, Hewit & Palatucci PC. W 1993 roku został jej partnerem. W 1999 został zarejestrowany jako lobbysta związany z firmą, w której pracował. Lobbował w kilku kontrowersyjnych kwestiach, w tym ograniczenia przepisów dotyczących oszustw związanych z papierami wartościowymi w imieniu grupy handlowej z Wall Street, deregulacji przemysłu elektrycznego i gazowego oraz umożliwienia Uniwersytetowi Phoenix funkcjonowania for-profit w New Jersey. W 2001 roku odszedł z firmy i tym samym przestał być jej lobbystą.
Od 17 stycznia 2002 do 1 grudnia 2008 był prokuratorem generalnym w okręgu New Jersey. W czasie sprawowania urzędu zajmował się sprawami związanymi z korupcją, przestępczą działalnością korporacji, handlem ludźmi, gangsterstwem, terroryzmem i zanieczyszczaniem środowiska. Postawił zarzuty korupcji ponad 130 urzędnikom.
2020 roku ponownie zarejestrował się jako lobbysta. Pracował dla sieci ośrodków leczenia uzależnień w Tennessee i trzech szpitali w New Jersey, działając na rzecz otrzymania przez nie zapomogi w związku z pandemią COVID-19.

## Wczesna kariera polityczna
W 1993 roku przez krótki czas prowadził kampanię prawyborczą przeciwko stanowemu senatorowi Johnowi Dorsey'owi, którego zamierzał zastąpić. Jego kampania została przerwana po tym jak uznano, że duża część zebranych podpisów potrzebnych do wzięcia udziału w wyborach była nieważna.
W 1994 roku w wyniku wyborów został wybrany do Board of Chosen Freeholders – rady przedstawicieli różnych hrabstw New Jersey. W 1997 roku został jej dyrektorem.

## Gubernator New Jersey

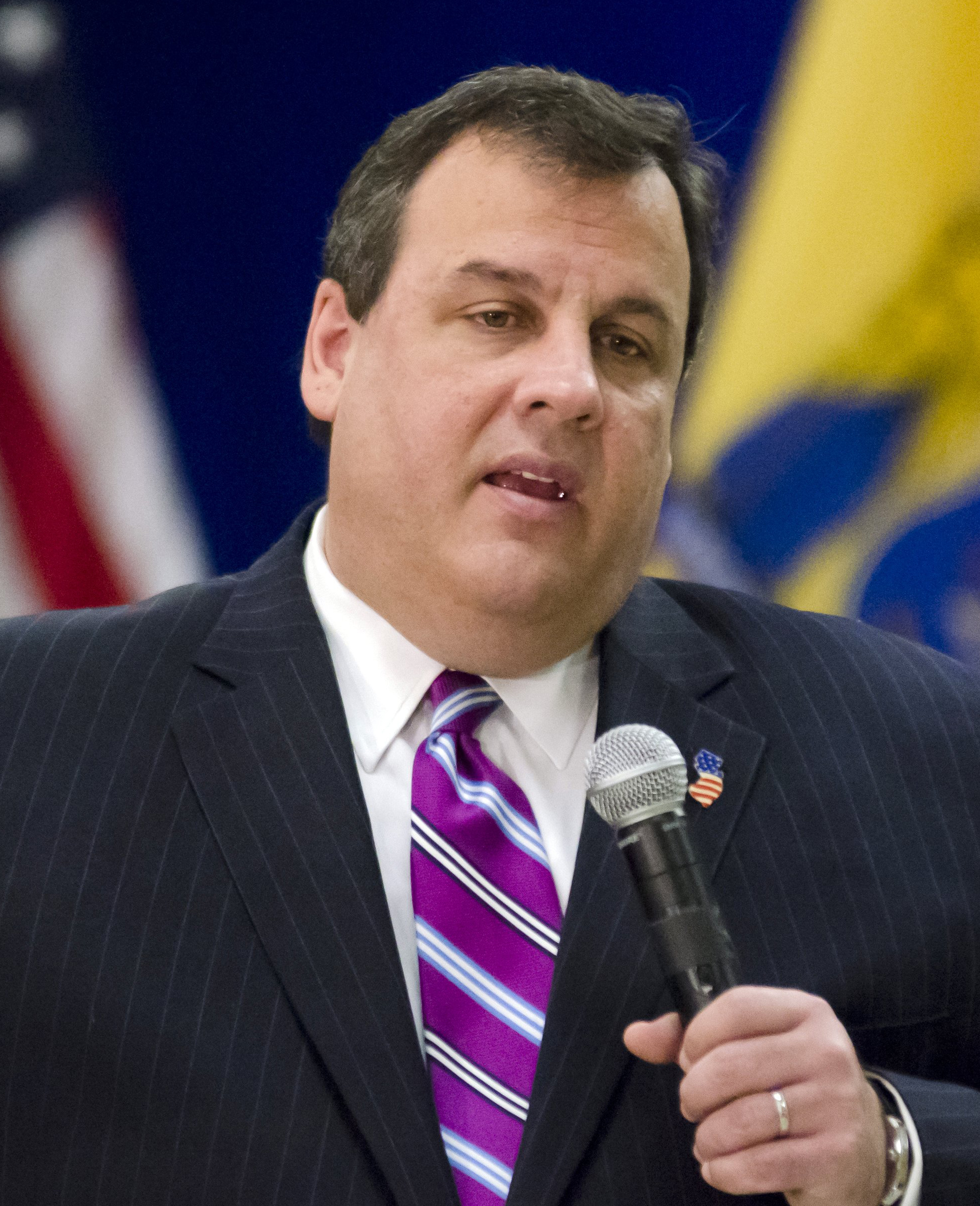
Gubernator New Jersey Chris Christie przemawiający w ratuszu w 2011

W 2009 roku wygrał wybory na gubernatora New Jersey, pokonując ubiegającego się o reelekcję Jona Corzine z Partii Demokratycznej. Został zaprzysiężony 19 stycznia 2010. W czasie sprawowania funkcji koncentrował się na zagadnieniach związanych z odpowiedzialnością fiskalną, tworzeniem miejsc pracy, reformą emerytur i świadczeń zdrowotnych oraz reformą edukacji. W 2011 roku sprzeciwił się lokalnej inicjatywie na rzecz ograniczenia emisji dwutlenku węgla w 10 stanach.
We wrześniu 2013 roku miała miejsce afera nazwana przez media „Bridgegate”. Miała ona związek z zamknięciem pasów łączących Fort Lee w New Jersey z mostem George'a Washingtona. Zamknięcie miało spowodować wielogodzinne opóźnienia w ruchu. Śledztwo nie wykryło jednak bezpośredniego zamieszania gubernatora w aferę.
W drugiej połowie 2013 roku uzyskał reelekcję jako gubernator New Jersey, zdobywając ogromną przewagę nad przeciwnikami i został przewodniczącym republikańskiego stowarzyszenia gubernatorów Republican Governors Association. 21 stycznia 2014 roku został zaprzysiężony na drugą kadencję gubernatorską.
1 lipca 2017 ze względu na spór o projekt ustawy wspieranej przez Christie, która pozwoliłaby państwu kontrolować sposób, w jaki Horizon Blue Cross Blue Shield (najstarszy i największy ubezpieczyciel zdrowotny w stanie) wydaje fundusze rezerwy gotówkowej, stanowy parlament nie zaakceptował proponowanego przez gubernatora budżetu. W rezultacie nastąpiło ustawowe zamknięcie rządu, a w związku z tym zamknięcie parków stanowych, sądów, urzędów ds. pojazdów silnikowych i urzędów pracy w całym stanie. Christie o wywołanie kryzysu oskarżył dominujących w stanowym parlamencie Demokratów. Następnego dnia został sfotografowany w czasie opalania się na nieczynnej pustej publicznej plaży. Zdjęcia zostały opublikowane w Internecie i stały się przedmiotem szeroko komentowanych kontrowersji. Zamknięcie rządu zakończyło się 4 lipca. Na konferencji prasowej Christie powiedział, że jego krytyka w związku ze zdjęciami na plaży była niezasłużona, ponieważ był transparentny ze swoimi planami wybrania się na plażę tego dnia.
16 stycznia 2018 roku opróżnił urząd gubernatora New Jersey w związku z wygaśnięciem bieżącej kadencji i wyczerpania limitu dwóch kadencji. Jego zastępczyni Kim Guadagno z Partii Republikańskiej kandydowała na jego następcę, ale przegrała wybory z Philem Murphym z Partii Demokratycznej.

## Udział w wyborach prezydenckich

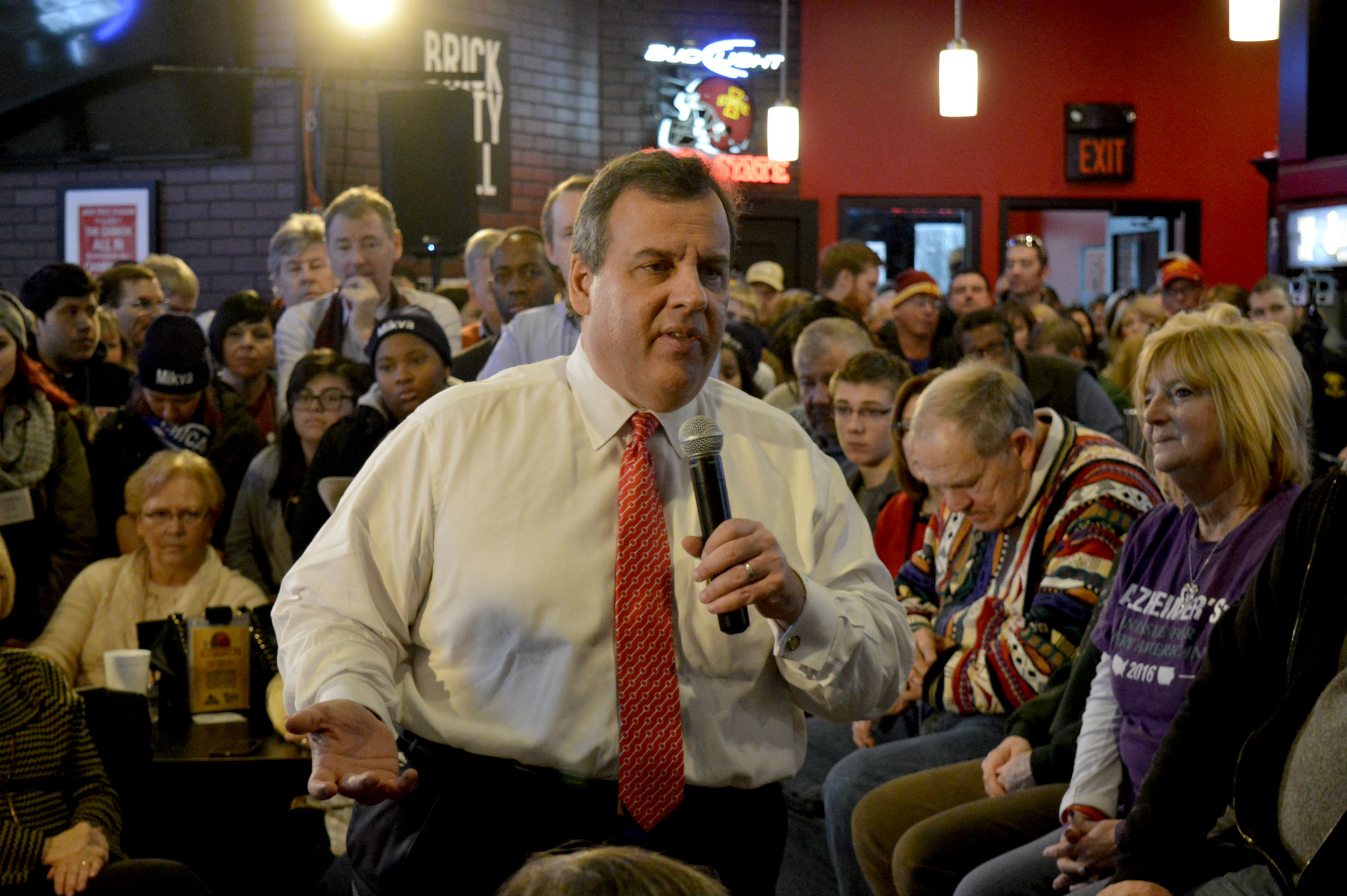
Gubernator New Jersey Chris Christie przemawiający w ramach kampanii prezydenckiej w 2016 roku w Ames w stanie Iowa

W 2000 roku zaangażował się w kampanię George'a W. Busha, który brał udział w wyborach prezydenckich. Pomógł mu zebrać 350 tysięcy dolarów, stając się jednym z jego największych sponsorów.
W 2012 roku w mediach pojawiały się spekulacje, a nawet zachęty, aby wystartował w wyborach prezydenckich. On jednak oświadczył, że nie czuje się na to gotowy i zaangażował się w kampanię wyborczą Mitta Romneya.
30 czerwca 2015 roku ogłosił swój start w wyborach prezydenckich. W 2016 roku wziął udział w prawyborach prezydenckich Partii Republikańskiej. W jego kampanię wyborczą zaangażowany był też ojciec Wilbur "Bill" Christie, który promował go, składając wizyty domowe w trakcie prawyborów. Chris Christie był krytycznie nastawiony do swojego kontrkandydata Donalda Trumpa. Zarzucał mu, że traktuje kampanię wyborczą jak reality show i opiera ją na zabawianiu wyborców. Christie często przedrzeźniał swojego oponenta i wyśmiewał jego pomysł budowy muru na granicy z Meksykiem. Ostatecznie 10 lutego 2016 wycofał swoją kandydaturę, a 26 lutego poparł Trumpa. Trump wyznał w czasie swojej kampanii, że Christie był jego przyjacielem przez wiele lat. 9 maja powierzył mu stanowisko w swojej kampanii i zadanie znalezienia kandydatów na stanowiska w ewentualnym gabinecie Trumpa.
W 2022 roku przyznał, że rozważa udział w wyborach prezydenckich w 2024 roku, ale ostateczną decyzję podejmie na początku 2023. W tym samym wywiadzie wyraził opinię, że Partia Republikańska potrzebuje zjednoczenia i skrytykował pomysł cześć republikanów, aby obciąć fundusze dla FBI w związku ze śledztwem w sprawie byłego prezydenta Donalda Trumpa.

## Poglądy polityczne

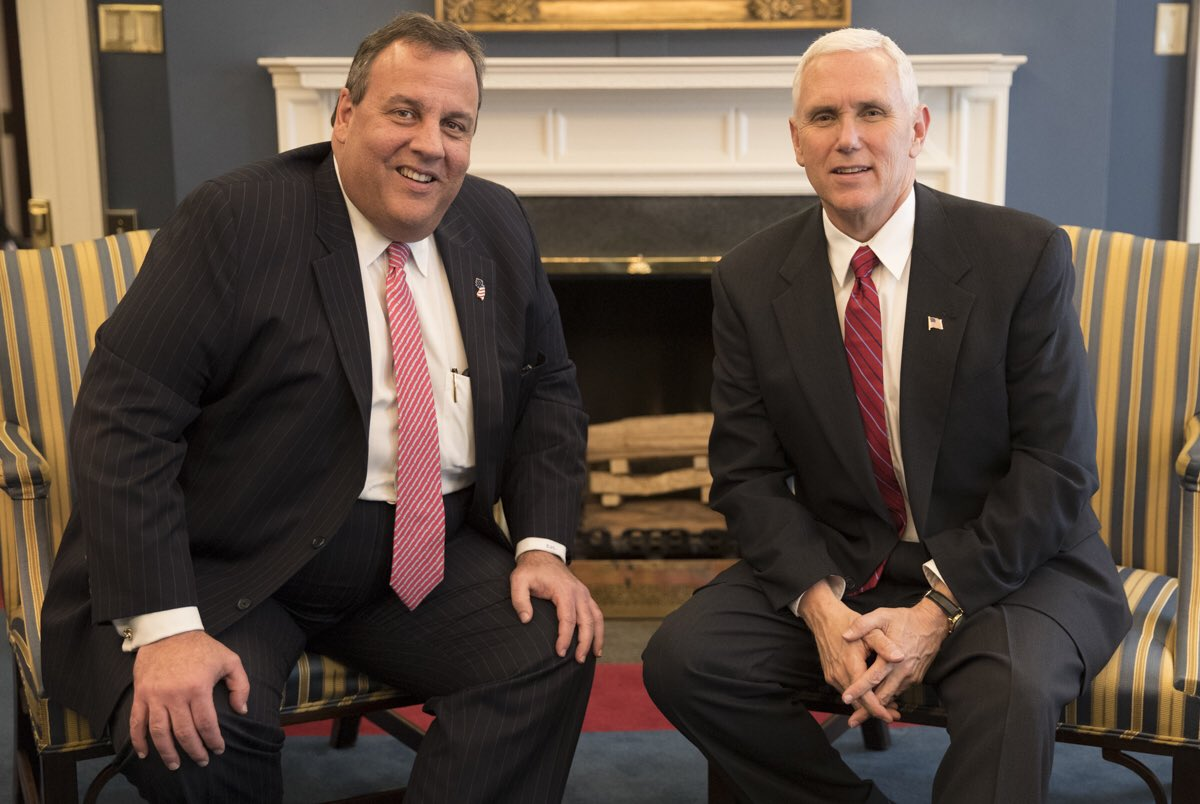
Gubernator New Jersey Chris Christie (z lewej) i wiceprezydent Mike Pence (z prawej) w Gabinecie Owalnym 14 lutego 2017

Sprzeciwia się delegalizacji broni szturmowej. Jest zwolennikiem częściowej regulacji związanej z posiadaniem broni, koncentrującej się głównie na stanie psychicznym potencjalnego posiadacza. Sprzeciwia się jakiejkolwiek możliwości uzyskania obywatelstwa przez nierejestrowanych imigrantów. Jest za zniesieniem Patient Protection and Affordable Care Act, ale akceptuje Medicaid. Jest przeciwnikiem małżeństw jednopłciowych i nie zgadza się z decyzją Sądu Najwyższego o legalizacji ich we wszystkich stanach. Określa się jako pro-life. Sprzeciwia się aborcji po 20. tygodniu ciąży z wyjątkiem przypadku gwałtu, kazirodztwa i zagrożenia życia matki. Jest przeciwnikiem negocjacji z Iranem oraz paktowi nuklearnemu z tym państwem. Chciałby zaciśnięcia relacji Stanów Zjednoczonych z Izraelem. Amerykańską okupację w Iraku uważał za błąd, a inwazja w 2003 roku za zły wybór.
Opowiada się za wyższym wiekiem emerytalnym i wyższymi kosztami bogatych Amerykanów. Jego zdaniem ograniczenie progów podatku dochodowego do trzech, z czego najwyższy wynosiłby 28%, przyczyniłoby się do wzrostu przychodów amerykańskich obywateli i wzrostu ekonomicznego. Opowiada się też za redukcją podatku od korporacji z 35% do 25%. W 2015 jako gubernator obiecał, że nie podniesie podatków w New Jersey w celu rozwiązania kryzysu budżetowego.
W 2010 roku powiedział w swoim przemówieniu w ratuszu oświadczył, że nie jest przekonany co do realnego wpływu człowieka na globalne ocieplenie. Jego poglądy uległy zmianie i już w 2015 roku stwierdził, że wierzy w globalne ocieplenie, a człowiek przyczynia się do niego przynajmniej częściowo.
Sprzeciwiał się obostrzeniom w związku z pandemią COVID-19 z powodów ekonomicznych. W 2015 roku wyraził opinię, że nie wszystkie szczepionki są sobie równe i niektóre z nich mogą powodować autyzm. W 2021 roku stwierdził, że szczepionki na COVID-19 działają, ale osoby niechętne szczepieniom nie chcą być indoktrynowane przez rząd i należy ich zachęcać do nich indywidualnie, używając logicznych argumentów.
W 2021 roku po ataku na Kapitol Stanów Zjednoczonych odciął się od ustępującego prezydenta Donalda Trumpa i zaapelował do Partii Republikańskiej, aby odrzuciła skrajności takie jak teorie spiskowe o sfałszowaniu wyborów prezydenckich w 2020 roku, QAnon i biała supremacja.

## Wyniki wyborcze
Poniżej wymienione zostały wybory powszechne, w których Chris Christie wziął czynny udział. Poprzez głównego przeciwnika rozumie się kandydata, który w danych wyborach wygrał lub zajął drugie miejsce jeśli wygrał Christie.
| Rok  | Wybory                                                                         | Partia | Partia       | Główny przeciwnik | Główny przeciwnik           | Wynik              | Wynik | Wynik   | Źródło |
| Rok  | Wybory                                                                         | Partia | Partia       | Główny przeciwnik | Główny przeciwnik           | Głosy powszechne   | %     | Wygrana | Źródło |
| ---- | ------------------------------------------------------------------------------ | ------ | ------------ | ----------------- | --------------------------- | ------------------ | ----- | ------- | ------ |
| 1993 | Prawybory Partii Republikańskiej przed wyborami do stanowego Senatu New Jersey |        | Republikanie |                   | John Dorsey (Republikanin)  | 0 (niedopuszczony) | 0     | N       | [ 4 ]  |
| 1994 | Prawybory Partii Republikańskiej przed wyborami do Board of Chosen Freeholders |        | Republikanie |                   | Jack O’Keffe (Republikanin) | 13 671             | 15,7  | T       | [ 4 ]  |
| 1994 | Wybory do Board of Chosen Freeholders                                          |        | Republikanie |                   | Jack O’Keffe (Republikanin) | 78 251             | 22,7  | T       | [ 4 ]  |
| 1995 | Wybory do stanowego Senatu New Jersey                                          |        | Republikanie |                   | Tony Bucco (Republikanin)   | 4 389              | 15,5  | N       | [ 4 ]  |
| 1997 | Prawybory Partii Republikańskiej przed wyborami do Board of Chosen Freeholders |        | Republikanie |                   | John Murphy (Republikanin)  | 11 085             | 9,7   | N       | [ 4 ]  |
| 2009 | Wybory na gubernatora New Jersey                                               |        | Republikanie |                   | Jon Corzine (Demokrata)     | 1 174 445          | 48,45 | T       | [ 4 ]  |
| 2013 | Wybory na gubernatora New Jersey                                               |        | Republikanie |                   | Barbara Buono (Demokrata)   | 1 278 932          | 60,3  | T       | [ 4 ]  |
| 2015 | Prawybory prezydenckie Partii Republikańskiej w 2016 roku                      |        | Republikanie |                   | Donald Trump (Republikanin) | 57 637             | 0,18  | N       | [ 23 ] |

## Życie prywatne
Jest katolikiem. W 1986 roku ożenił się z Mary Pat Foster, którą poznał na Uniwersytecie Delaware. Razem mają czwórkę dzieci: dwóch synów – Andrew i Patrocks – oraz dwie córki - Sarę i Bridget.
W 2013 roku przeszedł operację nałożenia regulowanej opaski żołądkowej w celach odchudzających. Pod koniec 2020 roku zaraził się wirusem COVID-19 w czasie pandemii.
Deklaruje się jako fan Bruce'a Springsteena i według jego własnych słów miał być na ponad stu jego występach w New Jersey.